# USS Whitley (AKA-91)
Lo USS Whitley (codice alfanumerico AKA-19) è stato un trasporto d'attacco della United States Navy, appartenente alla classe Andromeda. Partecipò all'ultima fase della guerra contro l'Impero giapponese e rimase in servizio sino ai primi anni sessanta, quando fu ceduto alla Marina Militare che la ribattezzò Etna con distintivo ottico A 5328; gli italiani se ne servirono per un decennio circa. Fu infine demolita nel 1979.

## Caratteristiche tecniche
La nave aveva un dislocamento a pieno carico di 13910 tonnellate. L'apparato motore era formato da una turbina alimentata da due caldaie a tubi d'acqua a nafta per una potenza di 6600 HP, con cui la nave raggiungeva una velocità di 16,5 nodi.
La capacità di carico era 7500 tonnellate con la possibilità di imbarcare 22 mezzi da sbarco in coperta e 300 uomini delle truppe da sbarco del battaglione San Marco che si aggiungevano ai circa 350 componenti dell'equipaggio.
L'armamento era costituito da 8 mitragliere da 40/56 mm montate a prua in 4 impianti binati, e in origine anche da un cannone poppiero da 127/38mm che venne eliminato dopo il passaggio della nave alla Marina Militare.

## Storia
La nave, costruita nei cantieri di Oakland in California ed entrata in servizio il 21 settembre 1944 fece in tempo a partecipare alla seconda guerra mondiale impegnata nel Pacifico. Collocata in riserva nel 1955, venne radiata il 1º luglio 1960. Successivamente venne reinserita nei registri navali della US Navy per essere trasferita in prestito alla Marina Militare dove prestò servizio dal febbraio 1962 fino al 1977.

L'Etna impiegato come unità anfibia

La nave venne inizialmente impiegata come nave trasporto; successivamente, in seguito alla ricostituzione del Battaglione San Marco avvenuta il 1º gennaio 1964, venne impiegata come nave anfibia per dare supporto alle forze da sbarco italiane che partecipavano alle esercitazioni in ambito NATO, ricoprendo il ruolo di nave sede comando della IIIª Divisione Navale di base a Brindisi, cui era stata assegnata.
Nell'estate 1964 prese parte, insieme all'incrociatore missilistico Andrea Doria ad una crociera addestrativa in Estremo Oriente in occasione delle Olimpiadi di Tokyo.
Nel 1965 la nave durante un'esercitazione ebbe una collisione con la fregata Castore. L'incidente causò la morte di quattro marinai.
Quando tra il 1971 e il 1973 tutte le unità inquadrate nella forza da sbarco cambiarono il distintivo di riconoscimento ottico, che prevedeva la lettera L seguita da un numero a quattro cifre che iniziava col 9, all'Etna venne assegnato il nuovo distintivo ottico L 9870.
Nel 1973 la nave, terminato il prestito, venne restituita agli Stati Uniti che la rivendettero all'Italia. Nella stessa estate, in seguito all'indisponibilità dell'Amerigo Vespucci a causa del protrarsi dei lavori di manutenzione, la crociera estiva degli Allievi del 1º anno di Corso dell'Accademia di Livorno venne riprogrammata con itinerari differenti, sparpagliati a rotazione su quattro navi di squadra: Etna, Andrea Doria, Impavido e Carabiniere. L'Etna al comando del Capitano di vascello Colombo nel corso della crociera effettuò visite a Livorno, Barcellona, La Maddalena, Casablanca, Funchal, Cagliari, Orano, Malaga, Malta, Gaeta, Civitavecchia, Santa Margherita Ligure, Tunisi, Palma di Majorca, Portoferraio.
Nel 1977 la nave venne posta in disarmo e nel 1979 venne demolita in un cantiere di Napoli. Attualmente nella Marina Militare il nome Etna è stato assegnato a una nave da rifornimento.